# Tyrannochthonius archeri
Tyrannochthonius archeri är en spindeldjursart som beskrevs av Chamberlin 1995. Tyrannochthonius archeri ingår i släktet Tyrannochthonius och familjen käkklokrypare. Inga underarter finns listade i Catalogue of Life.